# Charles Imbert
Charles Imbert (8 de enero de 1952) es un deportista francés que compitió en remo. Ganó dos medallas de bronce en el Campeonato Mundial de Remo, en los años 1979 y 1981.

## Palmarés internacional
| Campeonato Mundial | Campeonato Mundial | Campeonato Mundial | Campeonato Mundial |
| Año                | Lugar              | Medalla            | Prueba             |
| ------------------ | ------------------ | ------------------ | ------------------ |
| 1979               | Bled (Yugoslavia)  | Medalla de bronce  | Cuatro scull       |
| 1981               | Múnich (RFA)       | Medalla de bronce  | Cuatro scull       |